# Adopcionizem
Adopcionizem je kristološki nauk, ki zagovarja, da Jezus ni Bog od samega začetka, ampak je postal Bog šele ob krstu v reki Jordan, ko ga je Bog Oče posvojil in s tem naredil za Boga.
Nauk je bil značilen za zgodnje judovsko krščanstvo.